# Todo o Dinheiro do Mundo
All the Money in the World (no Brasil e em Portugal, Todo o Dinheiro do Mundo) é um filme policial de suspense de 2017 dirigido por Ridley Scott e escrito por David Scarpa. Estrelado por Michelle Williams, Christopher Plummer, Mark Wahlberg, Romain Duris, Andrew Buchan e Timothy Hutton, estreou em seu país de origem em 25 de dezembro de 2017.
Inspirado na história real do sequestro de John Paul Getty III, neto do empresário e à época homem mais rico do mundo J. Paul Getty, o filme se tornou notório por às pressas refilmar as cenas Kevin Spacey como Getty após a revelação dele ter assediado e abusado diversos homens. Seu substituto, Christopher Plummer, foi aclamado pela crítica e recebeu indicações a vários prêmios,  como o Oscar de Melhor Ator Coadjuvante.

## Elenco
- Michelle Williams como Gail Harris
- Mark Wahlberg como Fletcher Chase
- Christopher Plummer como J. Paul Getty
- Romain Duris como Cinquanta
- Charlie Plummer como John Paul Getty III
  - Charlie Shotwell como John Paul Getty III (jovem)
- Timothy Hutton como Oswald Hinge
- Andrew Buchan como John Paul Getty Jr.
- Giuseppe Bonifati como Iacovoni
- Kit Cranston como Mark Getty
- Maya Kelly como Aileen Getty

## Produção

### Desenvolvimento
Em 13 de março de 2017, foi divulgado que Ridley Scott estaria finalizando planos de dirigir o roteiro All the Money in the World, de David Scarpa, um filme sobre o sequestro de John Paul Getty III. Scott afirmou que sentiu-se atraído pelo projeto por conta do roteiro de Scarpa, acrescentando: "Eu simplesmente devorei... Conhecia o sequestro, mas esta história foi muito, muito provocativa... Gail Getty era uma personagem excepcional e há muitas facetas do homem Getty que o tornam um verdadeiro grande objeto de estudo. Aí está esta grande dinâmica. Era como uma peça e não um filme."

### Seleção de elenco
Natalie Portman foi inicialmente cotada para o papel de Gail Harris. Em 31 de março de 2017, a imprensa divulgou Michelle Williams e Kevin Spacey para os supostos papéis de Harris e J. Paul Getty, respectivamente, enquanto Mark Wahlberg estaria em contato com os produtores para um papel ainda não definido. Sobre a contratação de Spacey, Scott afirmou: "Quando li o roteiro, eu pensei: 'Quem era Paul Getty?' Em minha mente, eu vi Kevin Spacey. Kevin é um ator brilhante, mas eu nunca havia trabalhado com ele e sempre soube que ele deveria interpretar Getty neste filme". Em 2 de maio, Charlie Plummer uniu-se a elenco como John Paul Getty III. Em 16 de junho, Timothy Hutton foi contratado.

### Filmagens
Em 31 de maio de 2017 foi divulgado que o filme seria rodado. As filmagens continuaram em Elveden Hall, a oeste de Suffolk por uma semana ao longo do fim de julho. A mansão histórica foi utilizada como locação de um palácio marroquino numa sequência de flashbacks que compõem as memórias de Getty ao longo do filme. Spacey havia atuado por dez dias nas filmagens, enquanto a produção foi concluída em agosto.

### Substituição de Kevin Spacey
No fim de outubro, diversas acusações envolvendo abusos e assédio sexual foram publicadas contra o ator Kevin Spacey. A estreia do filme no festival da American Film Institute em 16 de novembro foi cancelada e sua promoção ao Óscar - que focava em Spacey como concorrente ao prêmio de Melhor Ator Coadjuvante - foi encerrada.
Em 8 de novembro, foi anunciado que apesar do filme estar concluído para o lançamento, o estúdio havia encomendado novas filmagens com Christopher Plummer no papel de Getty. Apesar de suas alegações anteriores negando o ocorrido, Scott afirmou que Plummer havia sido a escolha original para o papel e que os executivos da companhia o haviam obrigado a contratar "o nome maior" Spacey. Entretanto, Spacey ainda figura uma sequência provavelmente muito complexa ou cara para ser refilmada a tempo do lançamento; a cena mostra Getty desembarcando de um trem no deserto, mas a face de Spacey não é visível.
As filmagens com Plummer ocorreram entre 20 e 29 de novembro. A decisão custou milhões de dólares aos estúdios, incluindo custos de remoção de imagem, para que o filme fosse concluído até o lançamento. As refilmagens somaram 10 milhões de dólares, elevando o custo final do filme para 50 milhões de dólares.